# Pascal Mayer (Biophysiker)

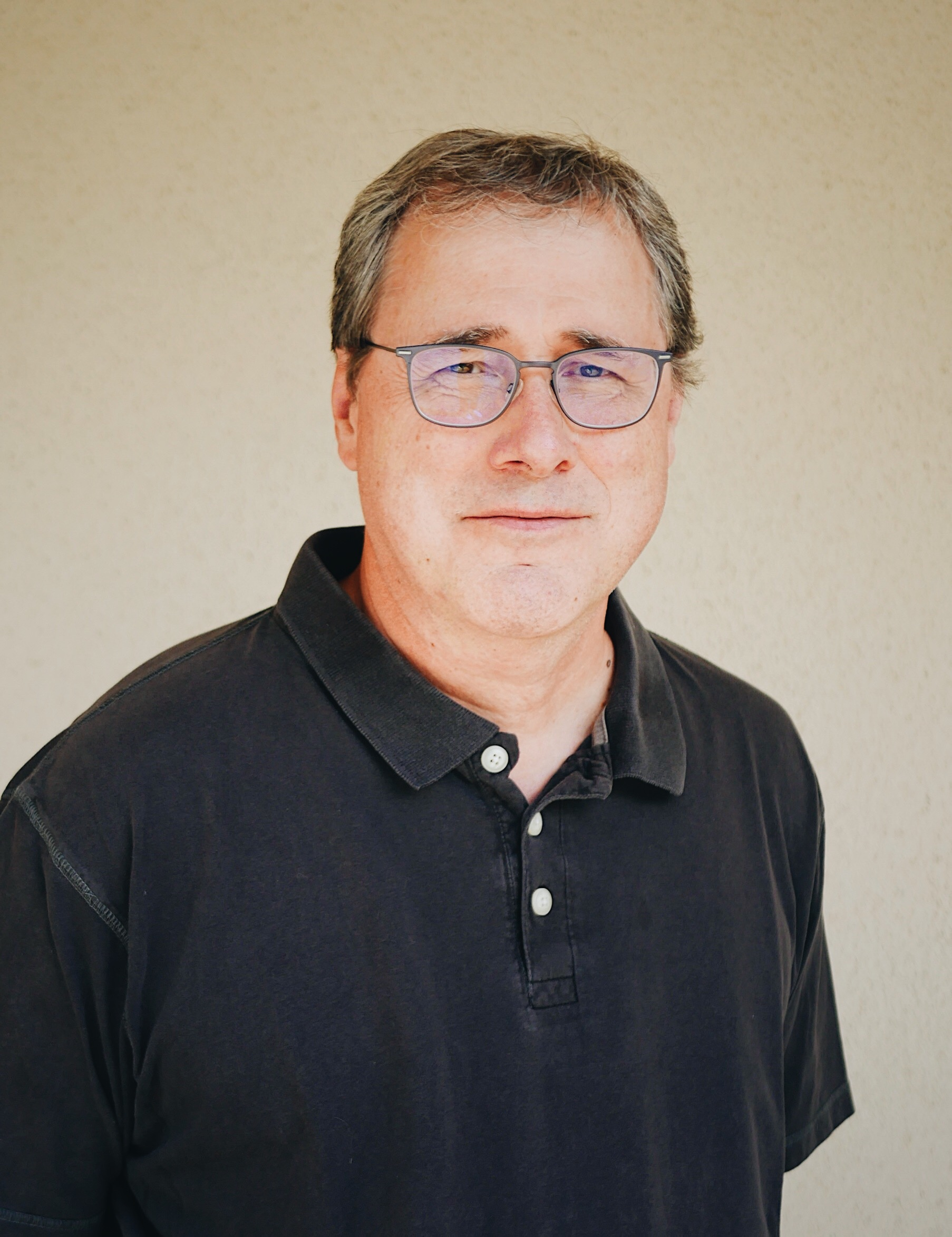
Pascal Mayer

Pascal Mayer (* 14. Juli 1963 in Saint-Avold) ist ein französischer Biophysiker, bekannt für seine Beiträge zur Entwicklung massiver paralleler DNA-Sequenzierung, die diese erheblich beschleunigten. Sie bildet eine Basis der sog. DNA-Sequenzierung der nächsten Generation (NGS, Next Generation Sequencing).
Mayer studierte Molekularbiologie an der Universität Straßburg mit dem Diplom (DEA) 1988 und wurde dort 1991 in makromolekularer Biophysik promoviert mit einer Dissertation über Pulsed-Field-Gelelektrophorese von DNA. 1991 bis 1994 war er Post-Doktorand an der University of Ottawa, wobei er an Trennungsmethoden für DNA in Lösung arbeitete, und 1994 bis 1996 am Forschungszentrum Paul Pascal des CNRS, wo er Methoden der Analyse von mikroskopischen Videobildern von gelösten fließenden DNA-Molekülen entwickelte. Ab 1996 war er bei GlaxoSmithKline in Genf, wo er aufbauend auf seinen bisherigen Arbeiten eine massiv parallele Methode der DNA-Sequenzierung entwickelte. Ein entscheidender Punkt war die Bildung von Clustern von DNA-Schnipseln an einem Ort, die dort auch vervielfältigt wurden und ohne aufwändige Trennung mit Fluoreszenzmethoden identifiziert werden konnten. Die Methode wurde von der Firma Solexa von Shankar  Balasubramanian und David Klenerman in Cambridge in Großbritannien übernommen, die die später weit verbreitete Solexa/Illumina Methode zur schnellen automatischen DNA-Sequenzierung entwickelten. Die entscheidenden Patente (zwei Patente von April 1996) gehören aber seinem damaligen Arbeitgeber GlaxoSmithKline, so dass Mayer selbst aus diesen Patenten keine Lizenzgebühren bekommt.
Er ist zurzeit (2021) Präsident der Firma Alphanosos mit Sitz in Riom in der Auvergne, die er 2014 gründete. Die Firma entwickelt mit Künstlicher Intelligenz Chemotherapeutika aus einer Mischung (essbarer) Pflanzen zum Beispiel gegen Krebs, Viren (z. B. Covid-19) und Bakterien.
Für 2022 erhielt er mit David Klenerman und Shankar  Balasubramanian den Breakthrough Prize in Life Sciences für ihre Entwicklung einer robusten und kostengünstigen Methode DNA-Sequenzen in großen Mengen bestimmen zu können, was enorme Verbesserungen medizinischer und anderer Forschungen ermöglichte (Laudatio). 2024 wurde er mit dem Canada Gairdner International Award ausgezeichnet.

## Schriften (Auswahl)
- mit G. Drouin, G. W. Slater: Theory of DNA Sequencing Using Free-Solution Electrophoresis of Protein-DNA Complexes, Analytical chemistry, Band 66, 1994, S.  1777–1780.
- mit C. Heller, G. W. Slater, N. Dovichi, D. Pinto, J. L. Viovy, G. Drouin: Free-Solution Electrophoresis of DNA, Journal of Chromatography A, Band 806, 1998, S. 113–121.
- mit J. Bibette, J. L. Viovy: Separation of DNA using ferrofluid array electrophoresis, Mater. Res. Soc. Symp. Proc., Band 463, 1997, S. 57–66.
- mit C. Adessi u. a.: Solid phase DNA amplification: characterisation of primer attachment and amplification mechanisms, Nucleic Acid Research, Band 28, 2000, S. e87.
- mit J. F. Mercier, G. W. Slater: Solid Phase DNA Amplification: A simple Monte Carlo Lattice Model, Biophysical Journal, Band 85, Oktober 2003, S. 2075–2086.
- mit T Bernardi, S. Roland u. a.: High-Throughput Screening of Metal-N-Heterocyclic Carbene Complexes against Biofilm Formation by Pathogenic Bacteria, ChemMedChem., 11. April  2014